# Langé
Langé település Franciaországban, Indre megyében. Lakosainak száma 260 fő (2022. január 1.). Langé Baudres, Gehée, Luçay-le-Mâle és Vicq-sur-Nahon községekkel határos.

## Népesség
A település népességének változása:
| Lakosok száma | 494  | 384  | 339  | 300  | 296  | 295  | 285  | 270  | 266  | 260  |
|               | 1968 | 1982 | 1990 | 2006 | 2013 | 2015 | 2017 | 2019 | 2020 | 2022 |